# Tadó
Tadó es un municipio colombiano ubicado en el departamento de Chocó.

## Geografía
El Municipio de Tadó está ubicado en la parte oriental del departamento del Chocó, dentro de la zona del Alto San Juan, con un área aproximada de 878 km², su cabecera municipal está ubicada a los 76º73'10" de longitud occidental, al margen izquierdo del río San Juan y a la derecha del río Mungarrá
- Altitud de la cabecera municipal (metros sobre el nivel del mar): 75 m s. n. m.
- Temperatura media: entre 27 °C y 28 °C
- Distancia de referencia: Quibdó - 66 km, Bogotá - 549 km

### Límites del municipio
- Norte: Municipios de Cértegui y Bagadó.
- Sur: Municipio de Río Iró.
- Occidente: Municipio de Unión Panamericana (Chocó).
- Oriente: Departamento de Risaralda.

## División Político-Administrativa
Además de su Cabecera municipal. Tadó tiene bajo su jurisdicción los siguientes Centros poblados:
- Angostura
- Carmelo
- Corcobado
- Gingarabá
- Guarato
- Manungará
- Mumbú
- Playa de Oro
- Tabor
- Tapón

#### Resguardos indígenas
- Bochoromá, Brubatá, Mondo-Mondocitó, Peñas del Olvido, Tarena.

## Historia
El 16 de julio de 1532, la expedición de los españoles dirigida por el capitán Antonio Mosquera, el alférez Pedro de Ayamonte y Nicasio Arboleda, después de tramontar las terrazas del Andágueda, caen al río San Juan por el sitio de Mumbú y se establecen en un montículo en la margen izquierda del río Pureto, posteriormente dándole el nombre de Monte Carmelo. El poblado fue fundado el 19 de marzo de 1533.
El 19 de marzo de 1580, los españoles y esclavos se trasladan del monte Carmelo al sitio de “Pueblo Viejo”, en la margen izquierda del río San Juan, y organizan el asentamiento denominado “Estatuto Libre Español”. En 1660, con la presencia de los franciscanos Fray Jacinto Hurtado, Fray Bernardo de Lira, Fray Juan Troyano, se inicia el proceso de la iglesia católica de Tadó.
En 1697, los franciscanos tomaron pleno dominio del territorio indígena y organizaron su centro catequizador denominado Doctrina de los Naturales de San Francisco de Tadó. 
En 1715, con la integración de los españoles, franciscanos, esclavos e indígenas, se logra implantar el nuevo poblado conformado por el asentamiento de San José de Tadó, Doctrina de los Naturales de San Francisco, Valerio Perea y las Hermanas Salinas. Tadó comienza su vida administrativa desde 1821, con la Ley 8, que designa a Tadó como Distrito del Cantón del San Juan, perteneciente a la Provincia del Chocó, la cual estaba incorporada al Estado del Cauca.
En 1727, se presenta la rebelión de los esclavizados al frente del Rey Barule, quien con su ejército constituidos por más 2000 cimarrones lograron someter a los esclavizadores españoles y declarar a Tadó como un Palenque o territorio libre.
en 1728, a inicios del año el poderío militar español provenientes desde Popayán y Cali, y con la ayuda de esclavizadores domésticos que delataron a los líderes de la revuelta, lograron someter al Rey Barule y recuperar el territorio.
En 1857, por la Ley suscrita de la Presidencia, Tadó se constituye en el Círculo Electoral N° 31 con un total de 6.388 habitantes. En 1906, antes de dividirse la Intendencia del Chocó en las dos provincias del San Juan y el Atrato, Pueblo Rico deja de ser corregimiento de Tadó y se constituye en Municipio del Departamento del Chocó, para posteriormente, en 1912, ser Municipio de Caldas.

## Economía
- La minería, cuya marca se ven a la distancia de la explotación sin control de sus minas de oro y platino: tierra revolcada; sin embargo, su riqueza minera aún subsiste y conserva lugar privilegiado en el departamento.
- La actividad forestal
- La agricultura

## Sitios turísticos
- Catedral de San José de Tadó
- Balneario natural en Mungarrá
- Balneario natural en Bochoromá
- Arrastradero en corregimiento del Tabor
- Cascadas en Mumbú
- El Tapón con su verde y exótico río Tadocito

## Fiestas
- En este municipio las fiestas patronales se hacen en honor a la Virgen de la Pobreza o Niña María, entre el 29 de agosto y el 8 de septiembre.